# Месия (оратория)
 Тази статия е за ораторията от Хендел.  За религиозното значение вижте Месия.  
„Месия“ е името на оратория от Георг Фридрих Хендел, написана през 1741. Тя и „Музика за водата“ са най-известните негови произведения. Изпълнена е за пръв път в Дъблин на 13 април 1742 г.
Името на произведението идва от християнската и юдейската концепция за месията. В християнството месията е Исус. Хендел е набожен християнин, поради което творбата е представяне на живота на Исус и неговото дело според християнската традиция. Либретото е от английския превод на Библията, направен по поръчка на крал Джеймс I.
Най-характерната част от произведението е хорът „Алелуя“ („Hallelujah“), който се изпълнява много често по коледните концерти в католическия свят.

## Структура
Първа част
1. Симфония
2. Ария (тенор): Comfort ye my people
3. Ария (тенор): Ev’ry valley shall be exalted
4. Хор: And the glory, the glory of the Lord
5. Рецитал (бас): Thus said the Lord
6. Ария (бас): But who may abide
7. Хор: And He shall purify
8. Рецитал (контраалт): Behold, a virgin shall conceive
9. Ария (контраалт) и хор: O thou that tellest
10. Рецитал (бас): For behold, darkness shall cover the earth
11. Ария (бас): The people that walked in darkness
12. Хор: For unto us a Child is born
13. Пасторална симфония
14. Рецитал (сопран): There were shepherds
15. Рецитал (сопран): And lo, the angel of the Lord
16. Рецитал (сопран): And suddenly there was with the angel
17. Хор: Glory to God in the highest
18. Ария (сопран): Rejoice greatly, O daughter of Zion
19. Рецитал (алт): Then shall the eyes of the blind
20. Дует (контраалт, сопран): He shall feed his flock
21. Хор: His yoke is easy

Втора част
1. Хор: Behold the Lamb of God
2. Ария (контраалт): He was despised
3. Хор: Surely he hath borne our grieves
4. Хор: And with his stripes we are healed
5. Хор: All we like sheep
6. Рецитал (тенор): All they that see Him
7. Хор: He trusted in God
8. Рецитал (тенор): Thy rebuke hath broken His heart
9. Ария (тенор): Behold, and see if there be any sorrow
10. Рецитал (сопран): He was cut off out of the land
11. Ария (сопран): But thou didst not leave
12. Хор: Lift up your heads
13. Рецитал (тенор): Unto which of the angels
14. Хор: Let all the angels of God worship Him
15. Ария (Alt): Thou art gone up on high
16. Хор: The Lord gave the word
17. Ария (сопран): How beautiful are the feet
18. Хор: Their sound is gone out
19. Ария (бас): Why do the nations so furiously
20. Хор: Les us break their bonds asunder
21. Рецитал (тенор): He that dwelleth in heaven
22. Ария (тенор): Thou shalt break them
23. Хор: Hallelujah!

Трета част
1. Ария (сопран): I know that my Redeemer liveth
2. Хор: Since by man came death
3. Рецитал (бас): Behold, I tell you a mystery
4. Ария (бас): The trumpet shall sound
5. Рецитал (алт): Then shall be brought to pass
6. Дует (алт, тенор): O death, where is thy sting?
7. Хор: But thanks be to God
8. Ария (сопран): If God be for us
9. Хор: Worthy is the Lamb / Amen